# Daniele Panebarco
Daniele Panebarco (Ravenna, 4 ottobre 1946) è un fumettista italiano.

## Carriera
Iscrittosi al DAMS dell'Università di Bologna, Panebarco affiancò lo studio alla realizzazione di strisce satiriche, che gli permisero di vincere un concorso istituito dal quotidiano Paese Sera, nel 1973.
Nel 1976 entrerà nella redazione del mensile Il Mago, edito da Arnoldo Mondadori Editore, dando vita al suo personaggio più conosciuto, Big Sleeping. Negli anni ottanta ha collaborato con Il Giornalino, in particolare con una riduzione del romanzo di Edmondo De Amicis Cuore.
Autore satirico incentrerà la sua arte sulla provincia italiana e sul rapporto con il comunismo, creando personaggi quali Nick Martello e Piccolo Lenin, collaborando con la Repubblica, L'Espresso, L'Unità, Il Manifesto, Linus, Orient Express, Arancia Blu, Art Forum, Cuore, Tango e Tuttolibri. Nel 1980 riceve il premio Yellow Kid.
Ha disegnato anche la figura di Osvaldo, protagonista della serie televisiva di Unomattina Good Morning Osvaldo.
Allontanatosi progressivamente dal fumetto commerciale, si dedica alla sperimentazione multimediale. Tra le fiabe interattive da lui redatte per la DeAgostini Multimedia, vi sono Le avventure di Fuzzy & Floppy, composte da Il mistero dell'ape d'oro (1995), Il tesoro di Venezia (1996, il cui protagonista, Leo, sarebbe in seguito apparso in alcuni giochi didattici anch'essi pubblicati presso la DeAgostini), Il furto della rotonda (1997) e Il raggio magico (2000).

## Riconoscimenti
- Premio Yellow Kid al Salone Internazionale dei Comics (1980)